# Ōkuchi
Ōkuchi (大口市 Ōkuchi-shi?) a fost un municipiu din Japonia, prefectura Kagoshima.

## Personalități născute aici
- Takehiko Inoue (n. 1967), artist manga.